# Swindon Steam Railway Museum

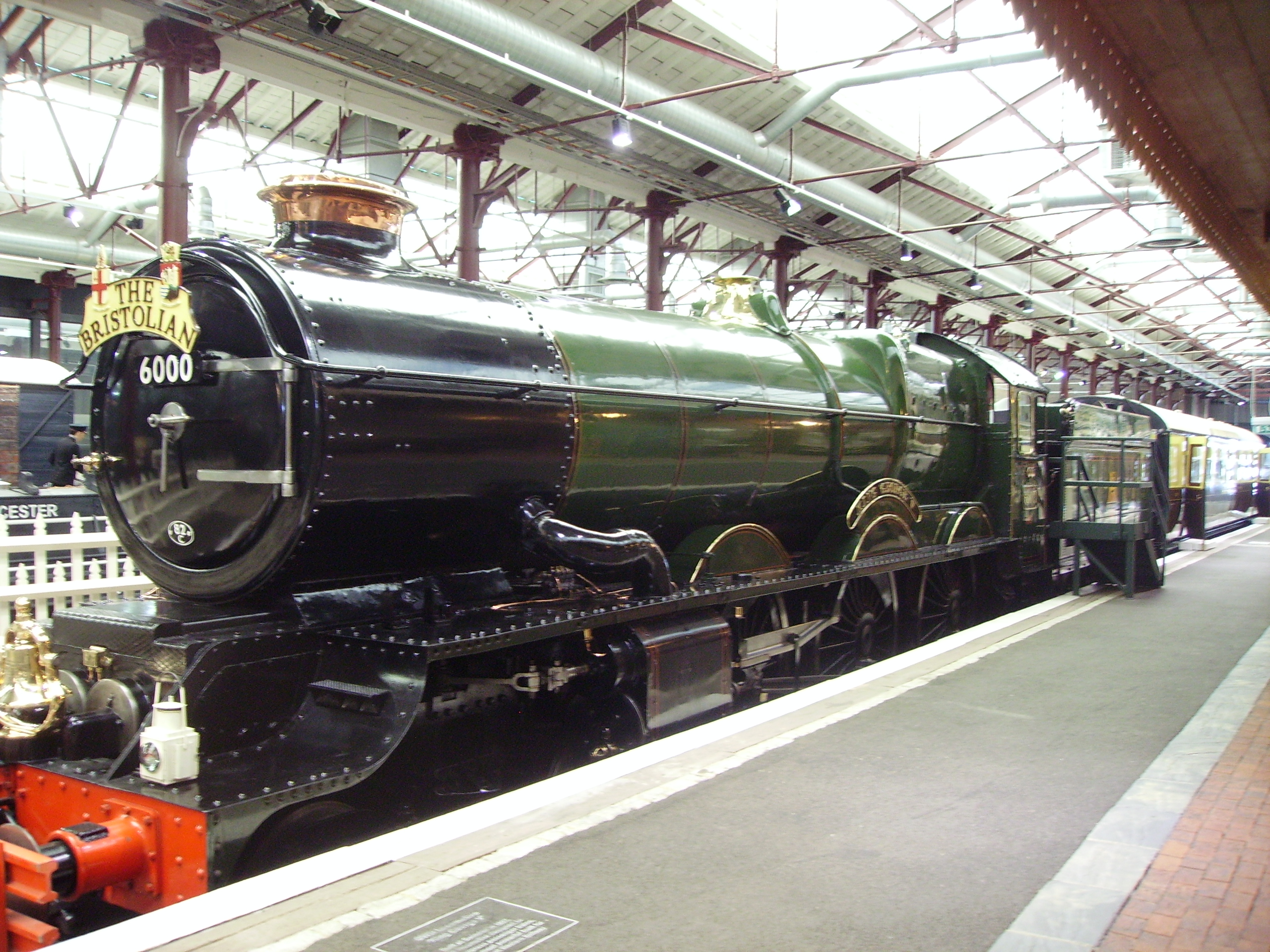
Locomotiva King George V in testa al treno passeggeri 'Bristolian'

Lo Swindon Steam Railway Museum, (detto anche Museo della Great Western Railway), è un museo ferroviario inglese creato sullo stesso sito delle vecchie officine ferroviarie Swindon railway works a Swindon, in Inghilterra.

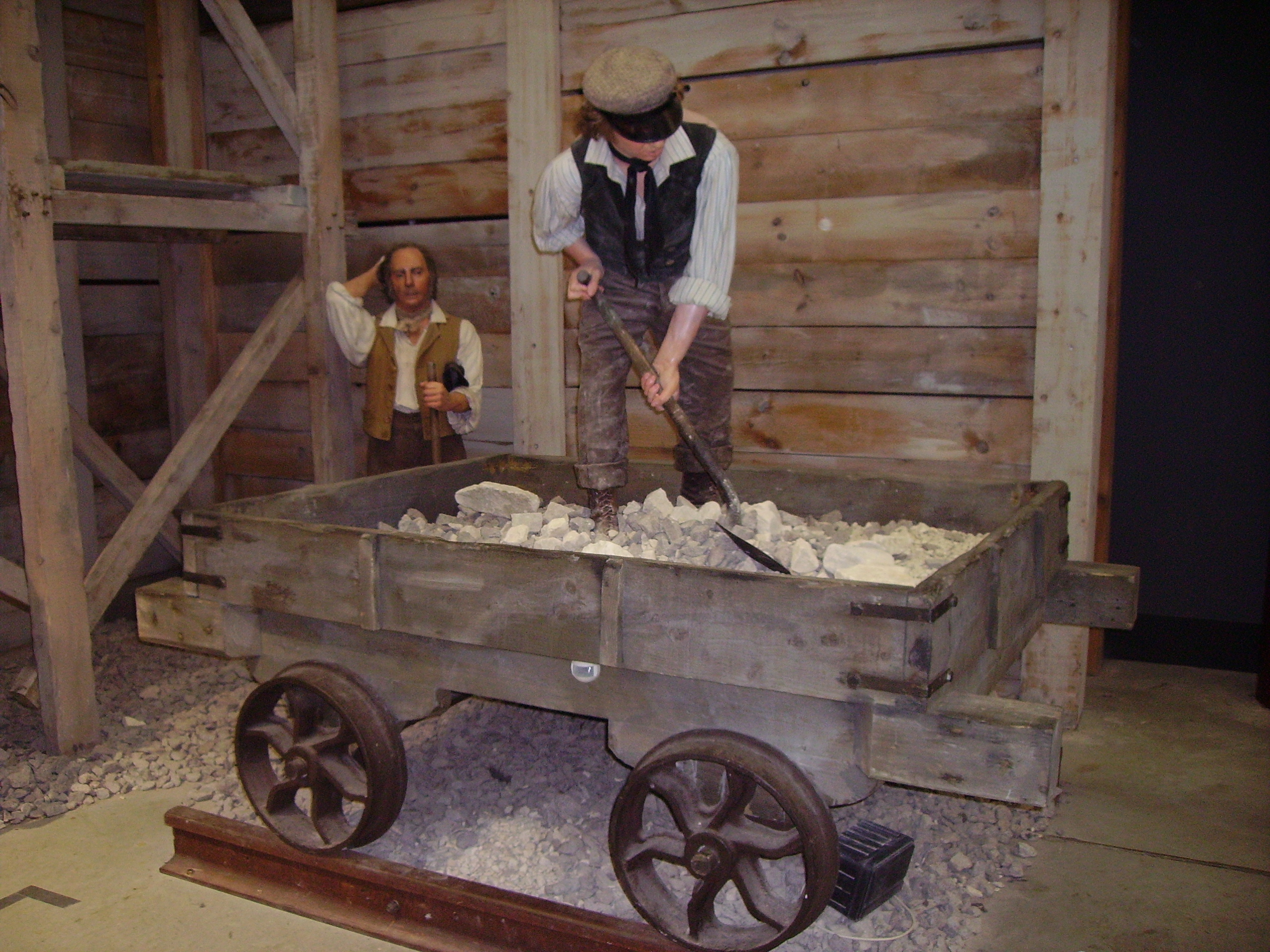
Carro per pietrisco

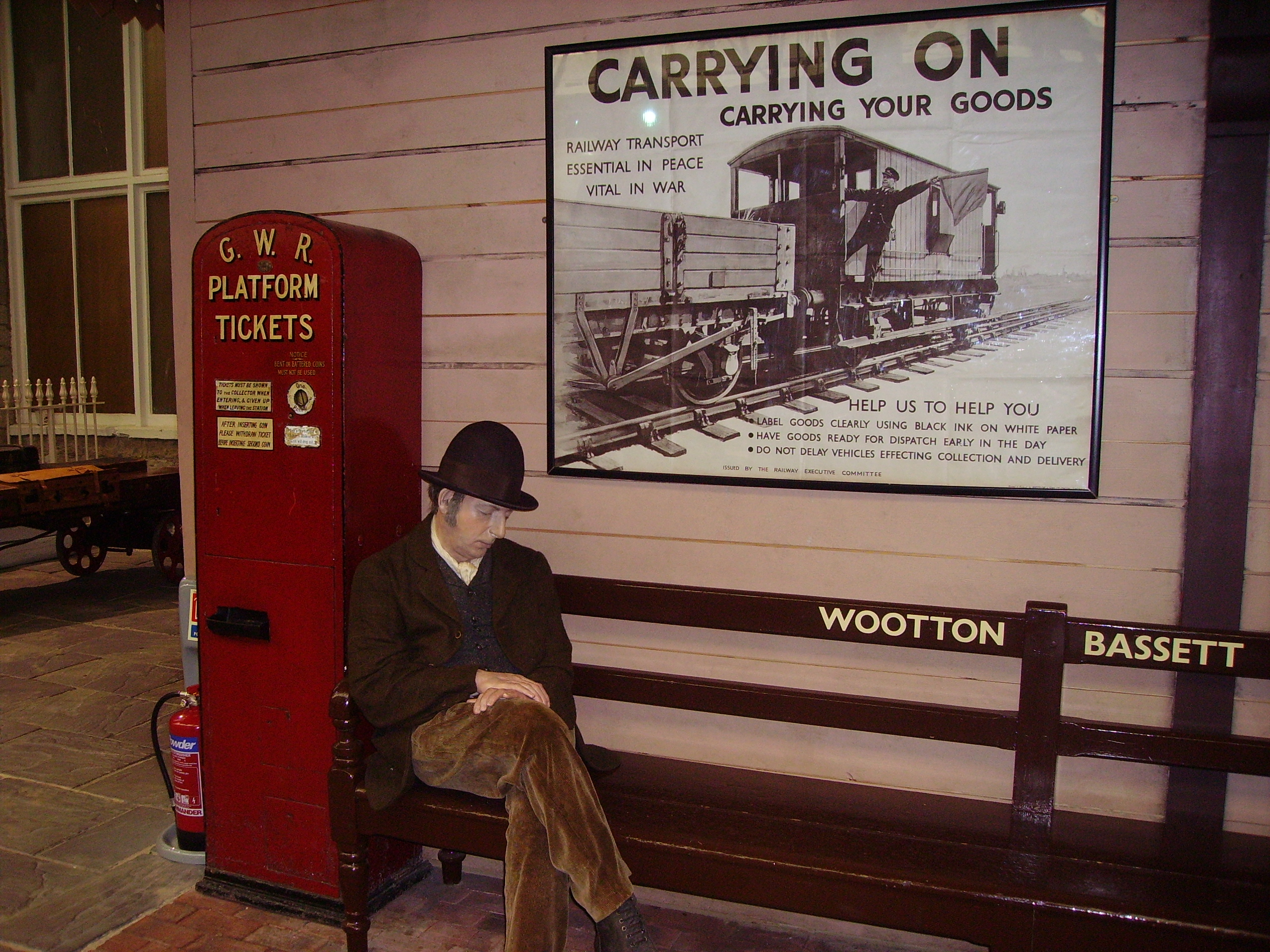
Scena di stazione

Il museo è ospitato in un edificio ferroviario restaurato e adattato  che faceva parte delle vecchie officine di Swindon della Great Western Railway works. Il museo è stato aperto nel 2000 e sostituisce il precedente museo ferroviario Great Western Railway Museum.
Oltre a presentarsi di grande interesse per gli appassionati di ferrovie, di rotabili e di tecniche ferroviarie, il museo si rivela interessante perché illustra la storia della società e della comunità ferroviaria di Swindon, con biblioteche, con registrazioni audio e video ed archivi di film che mostrano operai al lavoro, spiegano le fasi di costruzione delle locomotive, degli equipaggiamenti ferroviari e delle ferrovie stesse. Ampio spazio è riservato inoltre alla storia della compagnia ferroviaria GWR.

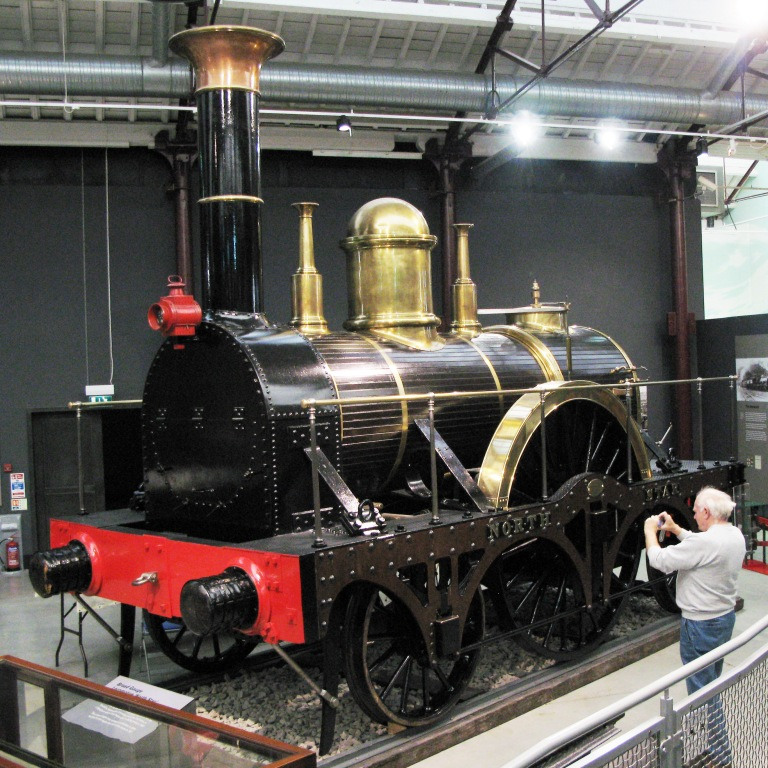
North Star

## Galleria d'immagini

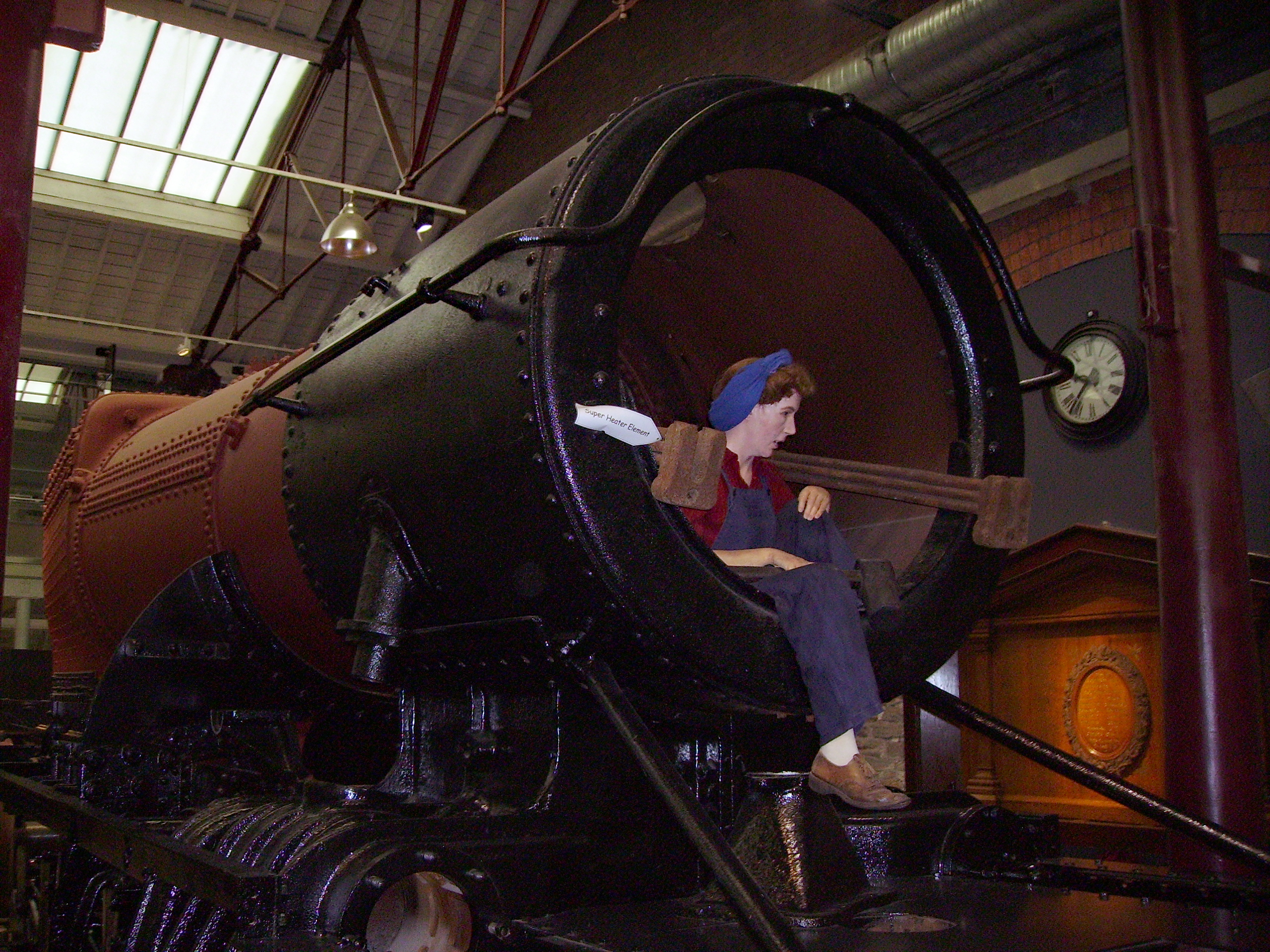
1943 riparazione di caldaia
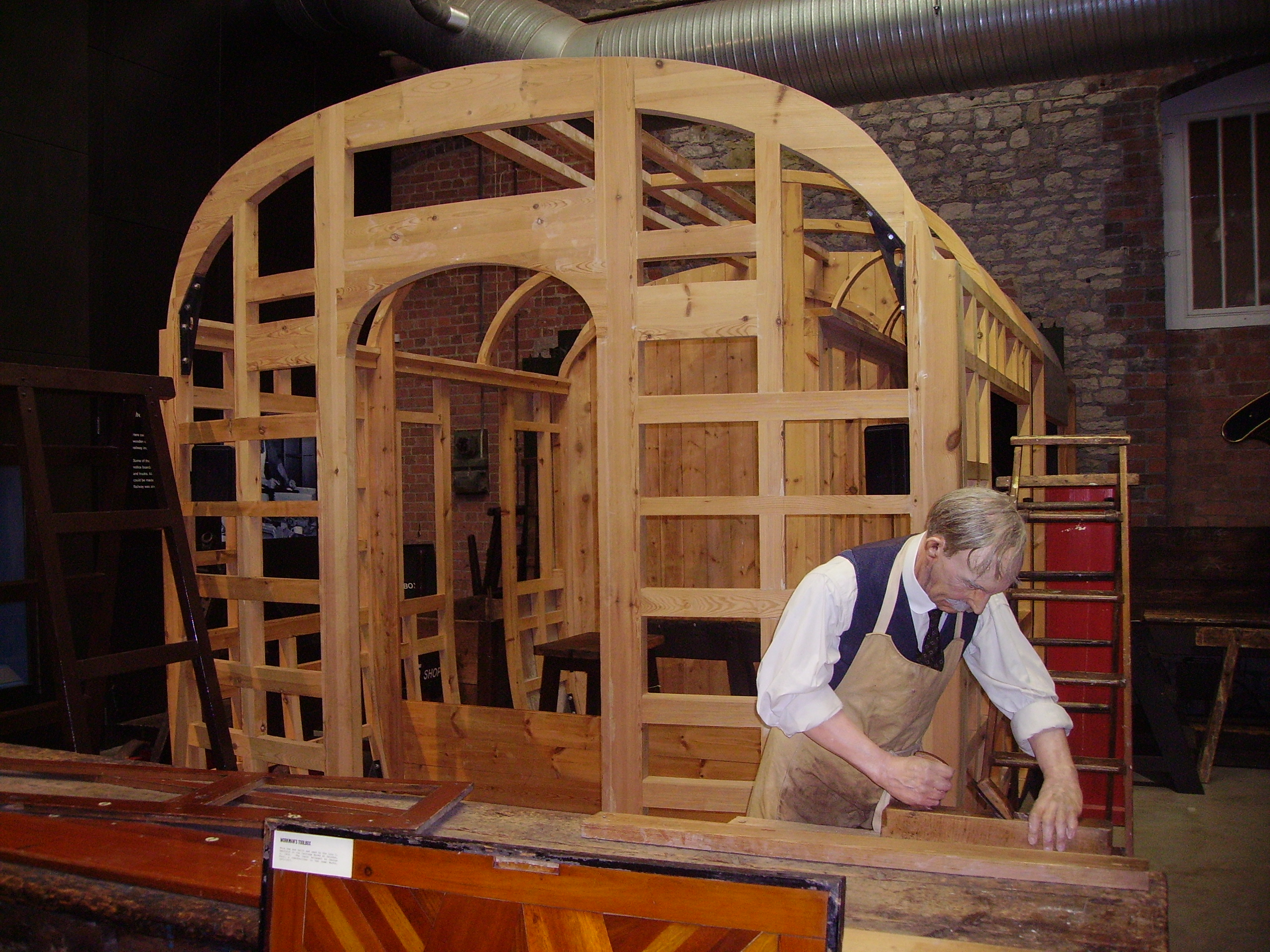
costruzione di struttura
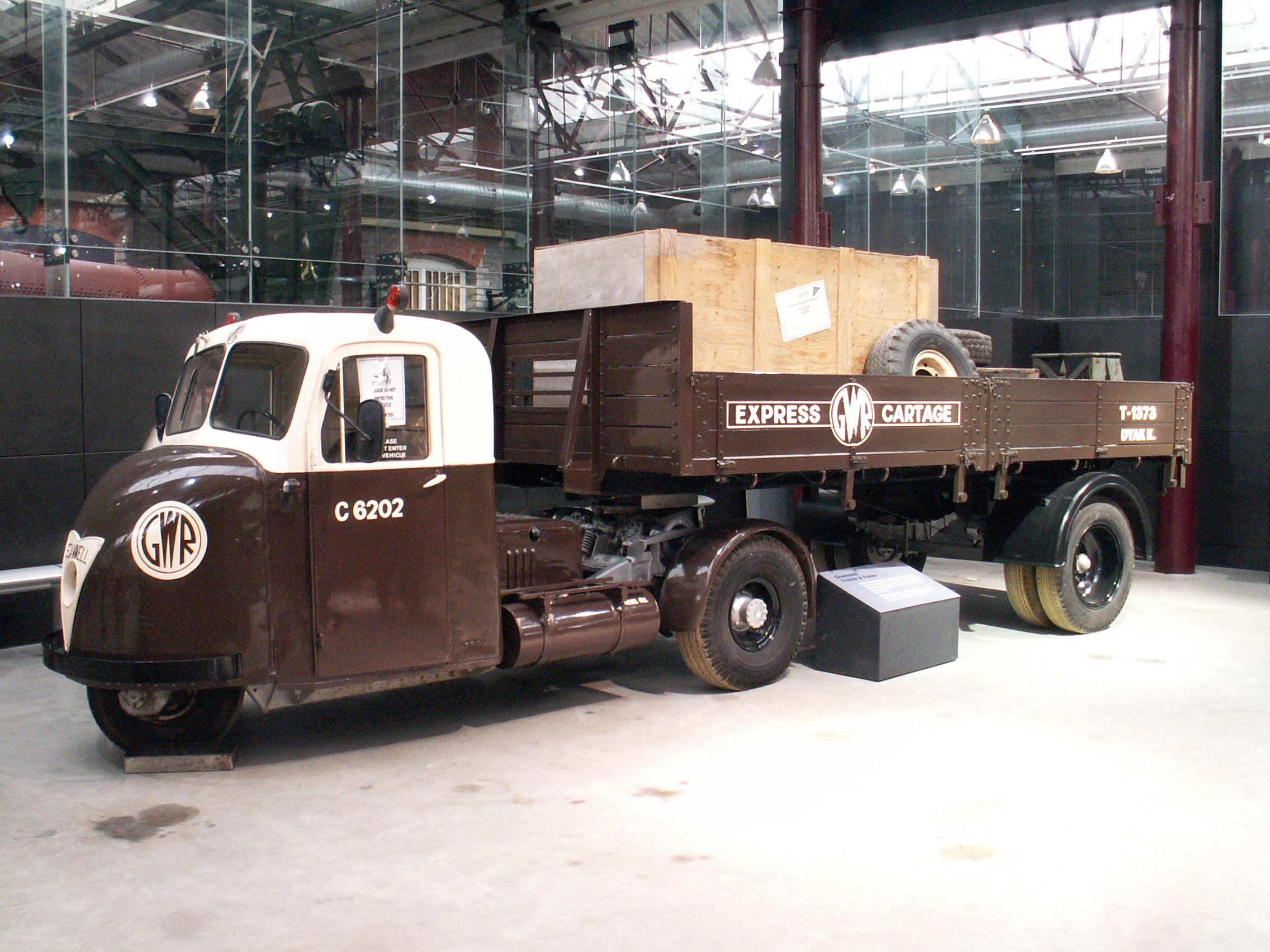
Autoarticolato Scarab
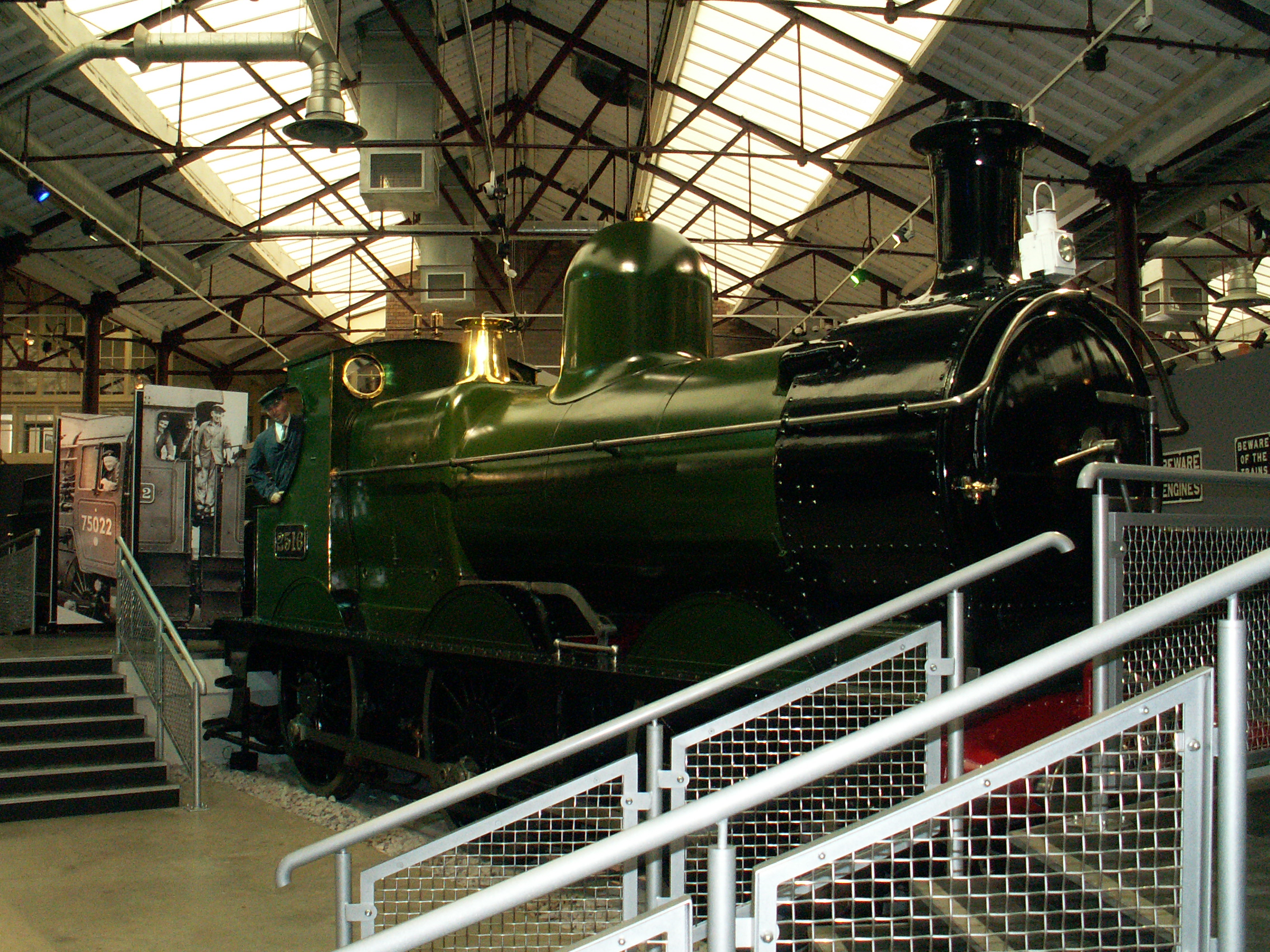
Locomotiva GWR 2516